# دوايت جنسن
دوايت جنسن (بالإنجليزية: Dwight Jensen)‏ هو سياسي أمريكي، ولد في 4 سبتمبر 1934، وتوفي في 26 فبراير 2006 بسبب ضمور جهازي متعدد. حزبياً، نشط في الحزب الديمقراطي.